# Гагнидзе, Ника
Ни́ка Гагни́дзе (груз. ნიკა გაგნიძე; род. 20 марта 2001, Гори) — грузинский футболист, полузащитник ковалёвского «Колоса» и сборной Грузии.

## Клубная карьера
Гагнидзе — воспитанник клуба «Дила». 3 апреля 2019 года в матче против «Сабуртало» Ника дебютировал в Эровнули лиге. 11 июля 2020 года в поединке против тбилисского «Мерани» он забил дебютный гол за клуб.
Летом 2022 года на правах аренды перешёл в турецкий «Умраниеспор». 14 августа в матче против «Антальяспора» Гагнидзе дебютировал в турецкой Суперлиге.
В июле 2024 года стал игроком украинского клуба «Колос».

## Международная карьера
В 2023 году в составе молодёжной сборной Грузии Гагнидзе принял участие в молодёжном чемпионате Европы. На турнире он сыграл в матчах против Португалии и Бельгии.